# Hiittinen (île)
Hiittinen est une île de l'archipel finlandais à Hiittinen dans la commune de Kimitoön en Finlande.

## Géographie
Hiittinen a une superficie de 405 hectares,.
Sur le côté est de l'île se trouve le village de Hiittinen, qui est protégé en tant qu'environnement culturel bâti d'importance nationale.
Le village compte, entre autres, une caserne de pompiers, une station de sauvetage en mer, l'église d'Hiittinen et le seul magasin de la zone.
Un pont relie les îles Hiittinen et Rosala, où il y a un traversier menant à Kasnäs.

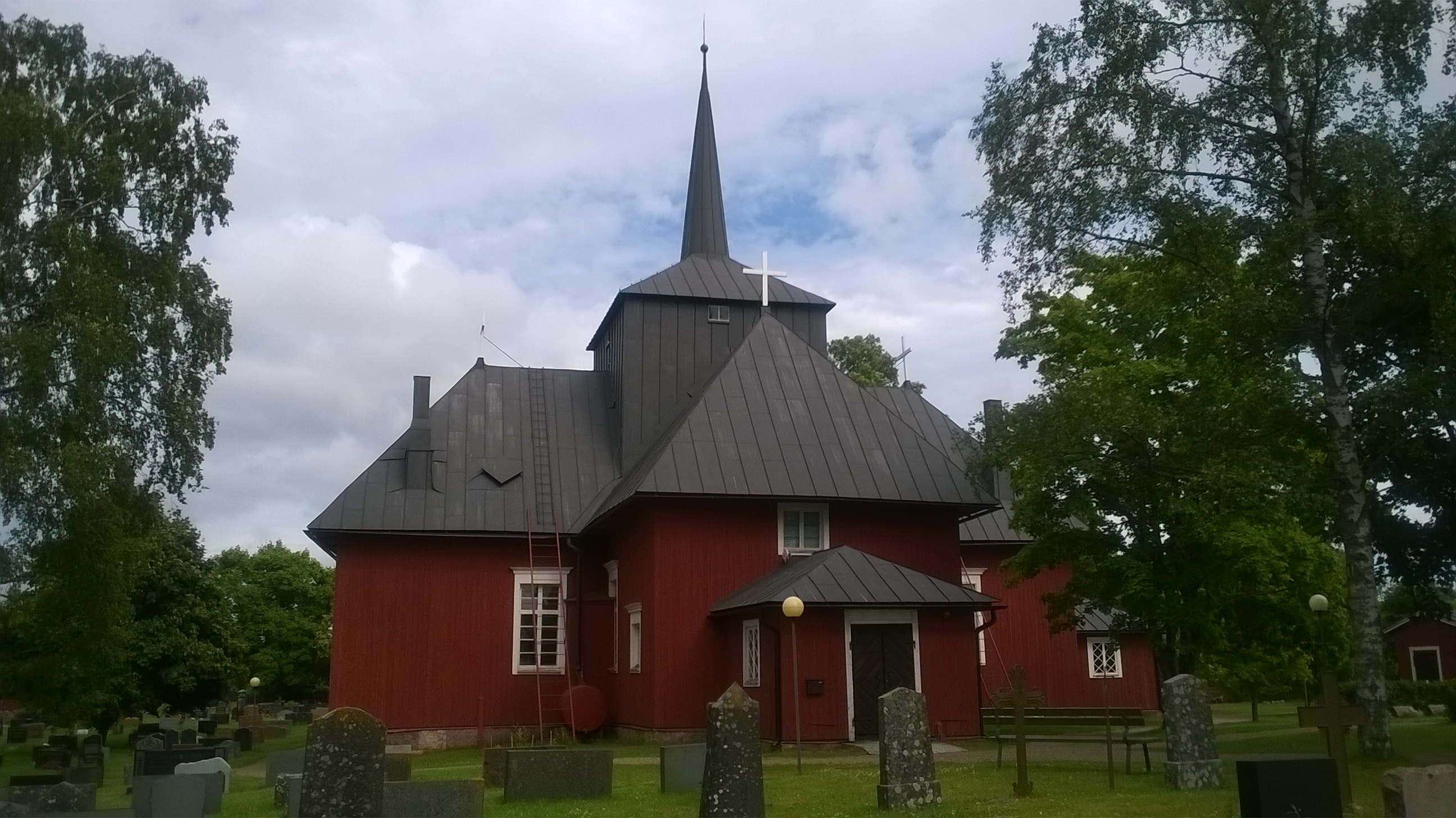
Église d'Hiittinen.